# Stargate (продюсерская команда)
Stargate — норвежская продюсерская команда, которая занимается продюсированием и написанием песен; состоит из Тора Эрика Хермансена (род. 14 октября 1972) и Миккела Сторлеера Эриксена (род. 1972). Жанры, в которых работает команда, включают R&B, поп и хип-хоп.
Stargate ворвались в американскую музыкальную индустрию в 2006 году, с выпуском сингла #1 «So Sick», написанного и спродюсированного командой и записанного американским певцом Ne-Yo.

## Формирование и ранние работы
Stargate начали писать песни в 1997 году и изначально команда состояла их трёх человек: Тора Эрика Хермансена, Миккела Сторлеера Эриксена и Халлгейра Рустана.

## Дискография

### Синглы, попавшие в Топ-10
Ниже представлены синглы, попавшие в первую десятку чартов Billboard Hot 100 и/или UK Singles Chart.
- 1999: «S Club Party» (S Club 7)
- 1999: «Always Come Back to Your Love» (Саманта Мамба)
- 1999: «Two in a Million» (S Club 7)
- 2000: «Day & Night» (Билли Пайпер)
- 2000: «Mama — Who Da Man?» (Ричард Блэквуд)
- 2000: «Sweet Love» (Fierce)
- 2000: «The Way to Your Love» (Hear’Say)
- 2001: «One Night Stand» (Mis-Teeq)
- 2001: «All Rise» (Blue)
- 2002: «Sorry Seems to Be the Hardest Word» (Элтон Джон)
- 2002: «The Last Goodbye» (Atomic Kitten)
- 2003: «Scandalous» (Mis-Teeq)
- 2003: «Real Things» (Javine)
- 2004: «Love You Like Mad» (VS)
- 2004: «Eyes on You» (Джей Шон)
- 2004: «Stolen» (Джей Шон)
- 2006: «Sexy Love» (Ne-Yo)
- 2006: «So Sick» (Ne-Yo)
- 2006: «Unfaithful» (Рианна)
- 2006: «Irreplaceable» (Бейонсе)
- 2007: «Beautiful Liar» (Бейонсе и Шакира)
- 2007: «Because of You» (Ne-Yo)
- 2007: «Hate That I Love You» (Рианна при участии Ne-Yo)
- 2007: «Don't Stop the Music» (Рианна)
- 2007: «Tattoo» (Джордин Спаркс)
- 2007: «With You» (Крис Браун)
- 2008: «Take a Bow» (Рианна)
- 2008: «Closer» (Ne-Yo)
- 2008: «Mad» (Ne-Yo)
- 2009: «Broken-Hearted Girl» (Бейонсе)
- 2010: «Rude Boy» (Рианна)
- 2010: «Beautiful Monster» (Ne-Yo)
- 2010: «Happiness» (Алексис Джордан)
- 2010: «Only Girl (In the World)» (Рианна)
- 2010: «What’s My Name?» (Рианна)
- 2010: «Firework» (Кэти Перри)
- 2010: «I Am» (Мэри Джей Блайдж)
- 2011: «Black and Yellow» (Wiz Khalifa)
- 2011: «S&M» (Рианна)
- 2011: «Good Girl» (Алексис Джордан)
- 2011: «I'm Into You» (Дженнифер Лопес)
- 2012: «R.I.P.» (Рита Ора при участии Тайни Темпа)
- 2012: «Let Me Love You (Until You Learn to Love Yourself)» (Ne-Yo)
- 2012: «Diamonds» (Рианна)
- 2013: «Come & Get It» (Селена Гомес)
- 2013: «The Fox (What Does the Fox Say?)» (Ylvis)
- 2013: «Shame» (Кит Урбан)